# Aaron Rose

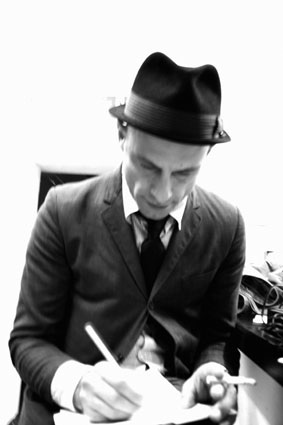
Aaron Rose

Aaron Rose (* 1969 in Portland) ist ein US-amerikanischer Künstler, Schriftsteller, Regisseur und Kurator. Er lebt und arbeitet in Los Angeles.
Er ist Gründer des Verlags Alleged Press, der Publikationen über zeitgenössische Künstler wie Ari Marcopoulos, Ed Templeton, Mike Mills, Barry McGee und Chris Johanson verlegt. Er ist außerdem Mitherausgeber des Kunst- und Kulturmagazins ANP Quarterly, das von der kalifornischen Bekleidungsfirma RVCA kostenlos vertrieben wird sowie für Make Something!!, ein Lehrprojekt zur Förderung kreativer Fähigkeiten, das von arrivierten und jungen Künstlern unterstützt wird. 
Gemeinsam mit Christian Strike kuratierte er 2004 die Beautiful Losers touring art exhibit mit Fokus auf Skateboarding, Graffiti, Street Fashion und Independent Music.

## Filmografie
- Cake Walk (2013)
- Boom Town (2013)
- New York LA LA LA (2013)
- The Gallerina (2012)
- Cat Power: Nothin' But Time  (2012)
- Chris Johanson, The Generic Man (2011)
- El Mundo Es Tuyo for Opening Ceremony (2010)
- Wild Goodness (2010)
- Portraits Of Braddock (2010)
- Pendarvia (2010)
- Become A Microscope: 90 Statements On Sister Corita (2009)
- Beautiful Losers (2008)

Ein Film über die Protagonisten des „Do-It-Yourself Streetart Movements“.

## Werke (Auswahl)
- Gusmano Cesaretti: Fragments of Los Angeles (2013)
- Collage Culture: Examining The 21st Century Identity Crisis (2012)
- Barry McGee: THR (2010)
- Art In The Streets (2010)
- Mike Mills: Graphics Films  (2009)
- Ed Templeton: Deformer (2008)
- Harmony Korine: The Collected Fanzines (2008)
- Chris Johanson: Please Listen I have Something To Tell You About What Is (2007)
- Beautiful Losers (2006)
- Ari Marcopoulos: Out & About (2006)
- Young, Sleek & Full Of Hell (2005)

Katalog über 100 Künstler, u. a. Mark Gonzales, Ed Templeton, Thomas Campbell, Phil Frost, Spike Jonze, Sofia Coppola, Sonic Youth, Terry Richardson.
- Ed Templeton: Teenage Smokers (1999)
- Dysfunctional (1999)